# Jean-Marc Bacquin
Pour les articles homonymes, voir Bacquin.
Jean-Marc Bacquin, né le 20 février 1964 à Bois-Colombes, est un skieur acrobatique français. 

## Palmarès

### Jeux olympiques d'hiver
- Jeux olympiques d'hiver de 1988 à Calgary (Canada) :
  - 5e en saut (sport de démonstration)
- Jeux olympiques d'hiver de 1992 à Albertville (France) :
  - 4e en saut (sport de démonstration)
- Jeux olympiques d'hiver de 1994 à Lillehammer (Norvège) :
  - 9e en saut

### Championnats du monde de ski acrobatique
- Championnats du monde de ski acrobatique de 1986 à Tignes (France) :
  -  Médaille de bronze en saut.
- Championnats du monde de ski acrobatique de 1993 à Altenmarkt-Zauchensee (Allemagne) :
  -  Médaille de bronze en saut.

### Coupe du monde de ski acrobatique
- Meilleur classement général : 8e en 1990.
- 1 petit  globe de cristal :
  - Vainqueur du classement sauts en 1990.
- 29 podiums dont 8 victoires dans les épreuves de coupe du monde[1].